# Ярославецкий сельский совет (Кролевецкий район)
Ярославецкий сельский совет (укр. Ярославецька сільська рада) — входит в состав
Кролевецкого района
Сумской области
Украины.
Административный центр сельского совета находится в 
с. Ярославец
.

## Населённые пункты совета
- с. Ярославец
- с. Покровское